# Élections municipales de 1929 en Ille-et-Vilaine
Les élections municipales en Ille-et-Vilaine ont eu lieu les 5 et 12 mai 1929.

## Maires sortants et maires élus
| Commune              | Population | Maire sortant                   | Parti | Parti    | Maire élu               | Parti | Parti    |
| -------------------- | ---------- | ------------------------------- | ----- | -------- | ----------------------- | ----- | -------- |
| Bain-de-Bretagne     | 4 215      | Charles Ménardais               |       | Répub.   | Charles Ménardais       |       | Répub.   |
| Cancale              | 6 340      | Noël Royer                      |       | Répub.   | Noël Royer              |       | Répub.   |
| Combourg             | 4 619      | Émile Bohuon                    |       | Rad.ind. | Émile Bohuon            |       | Rad.ind. |
| Dinard               | 8 835      | Paul Crolard                    |       | Rad.soc. | Paul Crolard            |       | Rad.soc. |
| Dol-de-Bretagne      | 4 527      | René Percevault                 |       | Répub.   | René Percevault         |       | Répub.   |
| Fougères             | 21 061     | Armand Woelffel                 |       | Rad.     | Armand Woelffel         |       | Rad.     |
| Janzé                | 4 103      | André de Villoutreys de Brignac |       | Cons.    | Léon Thébault           |       | Rad.ind. |
| Maure-de-Bretagne    | 3 508      | Camille Lagrée                  |       | Lib.     | Joseph Lagrée           |       | URD      |
| Paramé               | 6 506      | Joseph Jumelais                 |       | Répub.   | Paul Turpin             |       | Rad.soc. |
| Pleurtuit            | 3 773      | Joseph Brugaro                  |       | Répub.   | Joseph Brugaro          |       | Répub.   |
| Redon                | 6 718      | Jules Cahour                    |       | Rad.soc. | Jules Cahour            |       | Rad.soc. |
| Rennes               | 83 418     | Carle Bahon                     |       | SFIO     | Jean Lemaistre          |       | Rad.     |
| Saint-Malo           | 13 137     | Alphonse Gasnier-Duparc         |       | Rad.soc. | Alphonse Gasnier-Duparc |       | Rad.soc. |
| Saint-Servan-sur-Mer | 12 510     | Jules Haize                     |       | Répub.   | Léonce Demalvilain      |       | Rép.G    |
| Vitré                | 8 363      | Georges Garreau                 |       | Rad.     | Émile Ruellot           |       | Répub.   |